# Berkshire
Cet article concerne un comté britannique. Pour les autres significations, voir Berkshire (homonymie).
Le Berkshire /ˈbɑːkʃə(ɹ)/, parfois abrégé en Berks, est un comté britannique (shire en anglais) du Sud de l'Angleterre, situé à l'ouest de Londres et encadré par l'Oxfordshire, le Buckinghamshire, le Grand Londres, le Surrey, le Wiltshire et le Hampshire. On le connaît également comme comté royal du Berkshire  — ce titre étant rendu officiel avec une concession dans les années 1930. Sa plus grande ville est Reading, mais une des villes les plus connues est Windsor, résidence royale du roi Charles III et de la reine Camilla.
Le comté donne son nom à une race de porcs.

## Histoire

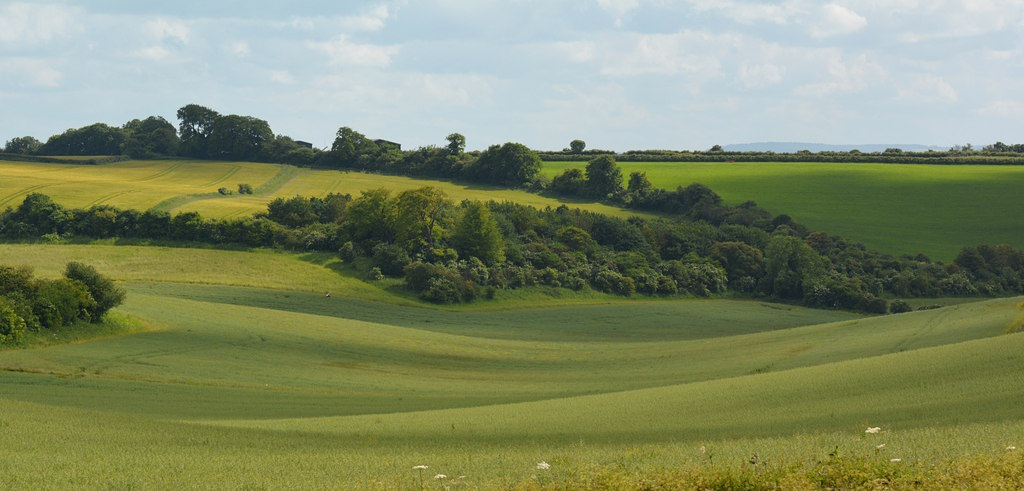
Vue des Downs à Starveall, Berkshire.

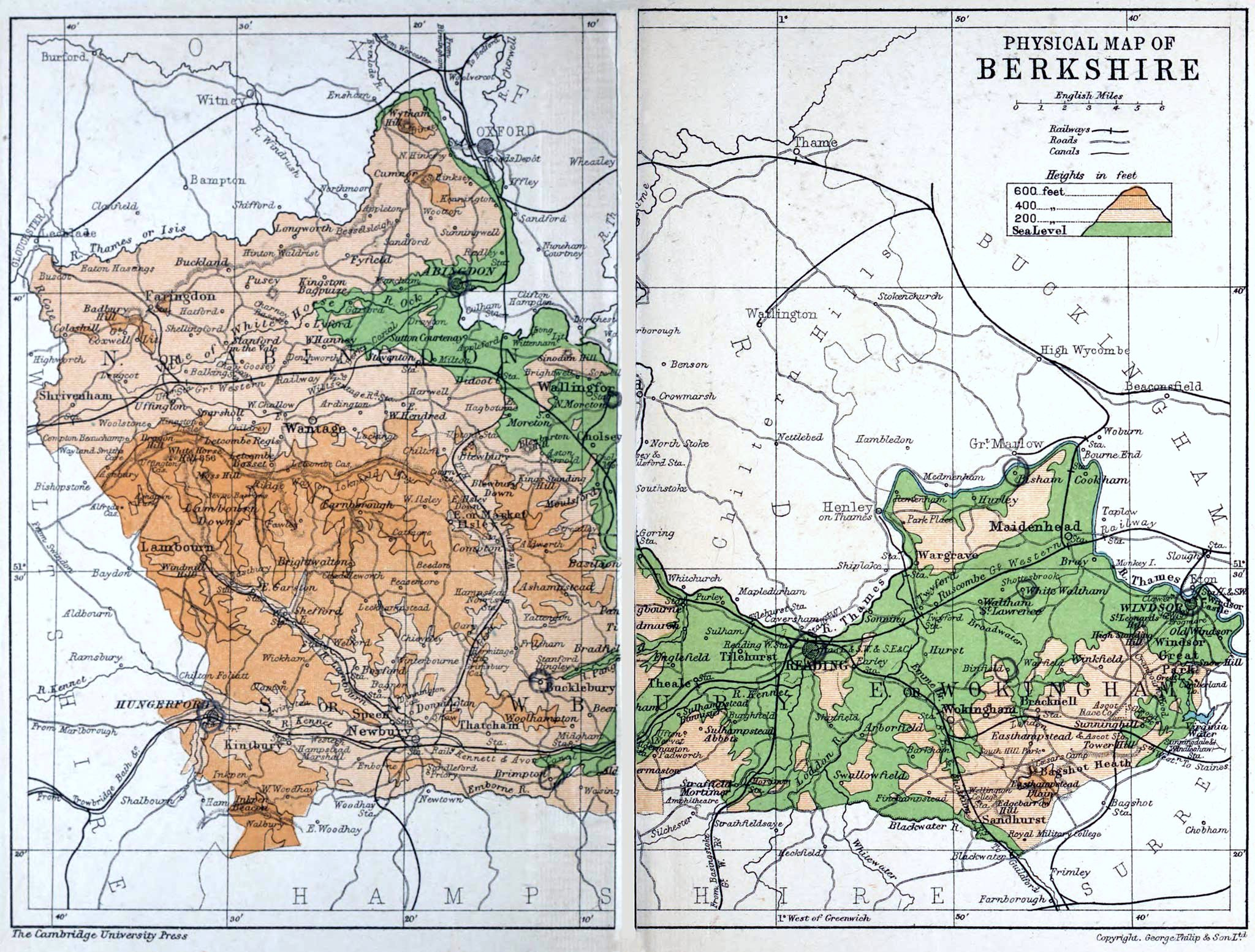
Carte du comté traditionnel (avant 1974).

Ce comté est l'un des plus anciens d'Angleterre, remontant certainement[réf. nécessaire] à la mise en place des comtés traditionnels par le roi Alfred le Grand de Wessex. En 1867, la capitale du comté a été déplacée d'Abingdon à Reading. Après la réorganisation du gouvernement local en 1974, Abingdon, Wallingford et Vale of White Horse ont été transférés dans l'Oxfordshire et Slough a été rattaché au Berkshire de Buckinghamshire. Le 1er avril 1998, le conseil du comté a été supprimé et les zones sont devenues « autorités unitaires ».
Le comté prend son nom d'une grande forêt de bouleaux appelée Bearroc (celtique pour « accidenté ») et était à l'origine un échange de terre avec le roi Cenwalh de Wessex. À cette époque, seules les parties ouest et nord faisaient partie du comté.
Le Berkshire est le théâtre de nombreuses batailles à travers l'histoire, à commencer par les campagnes d'Alfred le Grand contre les Danois, notamment la bataille d'Englefield, la bataille d'Ashdown et la bataille de Reading. Pendant la guerre civile anglaise, deux batailles (première bataille de Newbury, seconde bataille de Newbury) s'y sont déroulées à Newbury.

## Subdivisions

Carte des subdivisions du Berkshire.

Le Berkshire est subdivisé en six autorités unitaires. C'est le seul comté anglais métropolitain à ne pas posséder de county council.
| No | Nom                    | Chef-lieu  | Superficie (km2) | Population (est. 2011) |
| -- | ---------------------- | ---------- | ---------------- | ---------------------- |
| 1  | West Berkshire         | Newbury    | 704,2            | 154 100                |
| 2  | Reading                | Reading    | 40,4             | 155 300                |
| 3  | Wokingham              | Wokingham  | 178,9            | 155 300                |
| 4  | Bracknell Forest       | Bracknell  | 109,4            | 113 700                |
| 5  | Windsor and Maidenhead | Maidenhead | 198,4            | 145 100                |
| 6  | Slough                 | Slough     | 32,5             | 140 700                |

## Îles fluviales
- Appletree Eyot
- Black Potts Ait
- Bridge Eyot
- Bush Ait
- Grass Eyot
- Magpie Island
- Poplar Island
- Queen's Eyot
- The Lynch

## Politique
Le Berkshire comprend huit circonscriptions parlementaires :
| Nom | Nom          | Nombre d'électeurs (2010) | Membre du Parlement                   |
| --- | ------------ | ------------------------- | ------------------------------------- |
|     | Bracknell    | 80 657                    | James Sunderland (Parti conservateur) |
|     | Maidenhead   | 63 978                    | Theresa May (Parti conservateur)      |
|     | Newbury      | 75 903                    | Laura Farris (Parti conservateur)     |
|     | Reading East | 72 806                    | Matt Rodda (Parti travailliste)       |
|     | Reading West | 69 011                    | Alok Sharma (Parti conservateur)      |
|     | Slough       | 71 595                    | Tanmanjeet Singh (Parti travailliste) |
|     | Windsor      | 68 290                    | Adam Afriyie (Parti conservateur)     |
|     | Wokingham    | 68 614                    | John Redwood (Parti conservateur)     |